# Frederic Ananou
Kangni Frederic Ananou (Monaco di Baviera, 20 settembre 1997) è un calciatore togolese con cittadinanza tedesca, difensore dell'Olimpia Lubiana.

## Carriera

### Club
Cresciuto nelle giovanili del Colonia, nel 2016 viene acquistato dagli olandesi del Roda JC.
Debutta in Eredivisie il 7 agosto 2016 nel match pareggiato 1-1 contro l'Heracles Almelo.
Durante la sessione di mercato invernale 2018 passa a titolo definitivo al club dell'Ingolstadt 04

### Nazionale
Partecipa con la nazionale Under-20 tedesca al campionato mondiale 2017 di categoria, disputando 4 partite.
Nel marzo 2022 viene convocato dal Togo, nazionale delle sue origini.

## Statistiche

### Presenze e reti nei club
Statistiche aggiornate al 3 giugno 2017.
| Stagione        | Squadra         | Campionato      | Campionato | Campionato | Coppe nazionali | Coppe nazionali | Coppe nazionali | Coppe continentali | Coppe continentali | Coppe continentali | Altre coppe | Altre coppe | Altre coppe | Totale | Totale |
| Stagione        | Squadra         | Comp            | Pres       | Reti       | Comp            | Pres            | Reti            | Comp               | Pres               | Reti               | Comp        | Pres        | Reti        | Pres   | Reti   |
| --------------- | --------------- | --------------- | ---------- | ---------- | --------------- | --------------- | --------------- | ------------------ | ------------------ | ------------------ | ----------- | ----------- | ----------- | ------ | ------ |
| 2016-2017       | Roda JC         | E               | 18         | 0          | CO              | 0               | 0               | -                  | -                  | -                  | -           | -           | -           | 18     | 0      |
| 2017-gen. 2018  | Roda JC         | E               | 11         | 0          | CO              | 3               | 0               | -                  | -                  | -                  | -           | -           | -           | 14     | 0      |
| Totale Roda     | Totale Roda     | Totale Roda     | 29         | 0          |                 | 3               | 0               |                    | -                  | -                  |             | -           | -           | 32     | 0      |
| gen.-giu. 2018  | Ingolstadt      | ZL              | 0          | 0          | CG              | -               | -               | -                  | -                  | -                  | -           | -           | -           | 0      | 0      |
| Totale carriera | Totale carriera | Totale carriera | 29         | 0          |                 | 3               | 0               |                    | -                  | -                  |             | -           | -           | 32     | 0      |